# Orliczka (roślina)

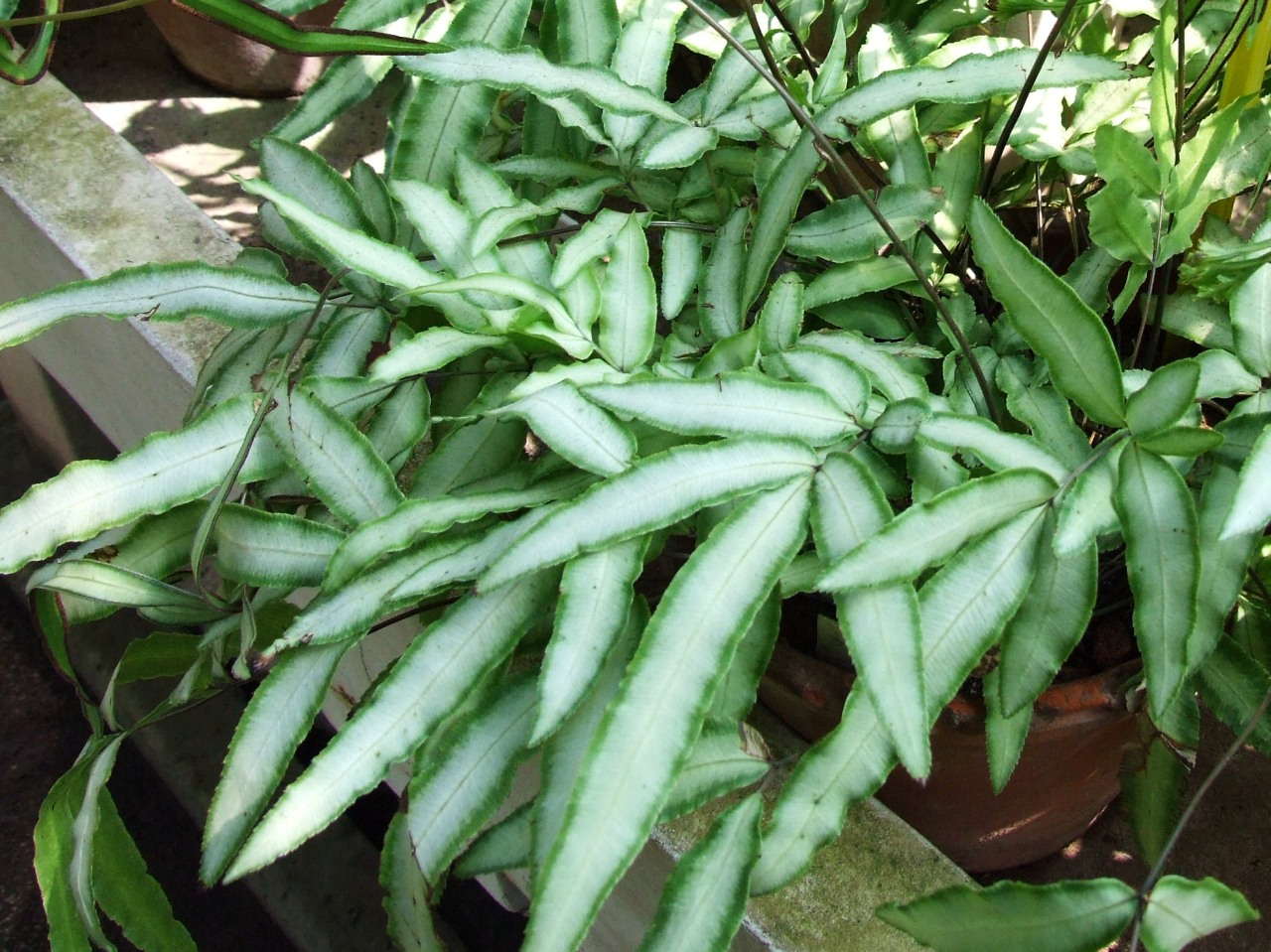
Pteris cretica var albolineata

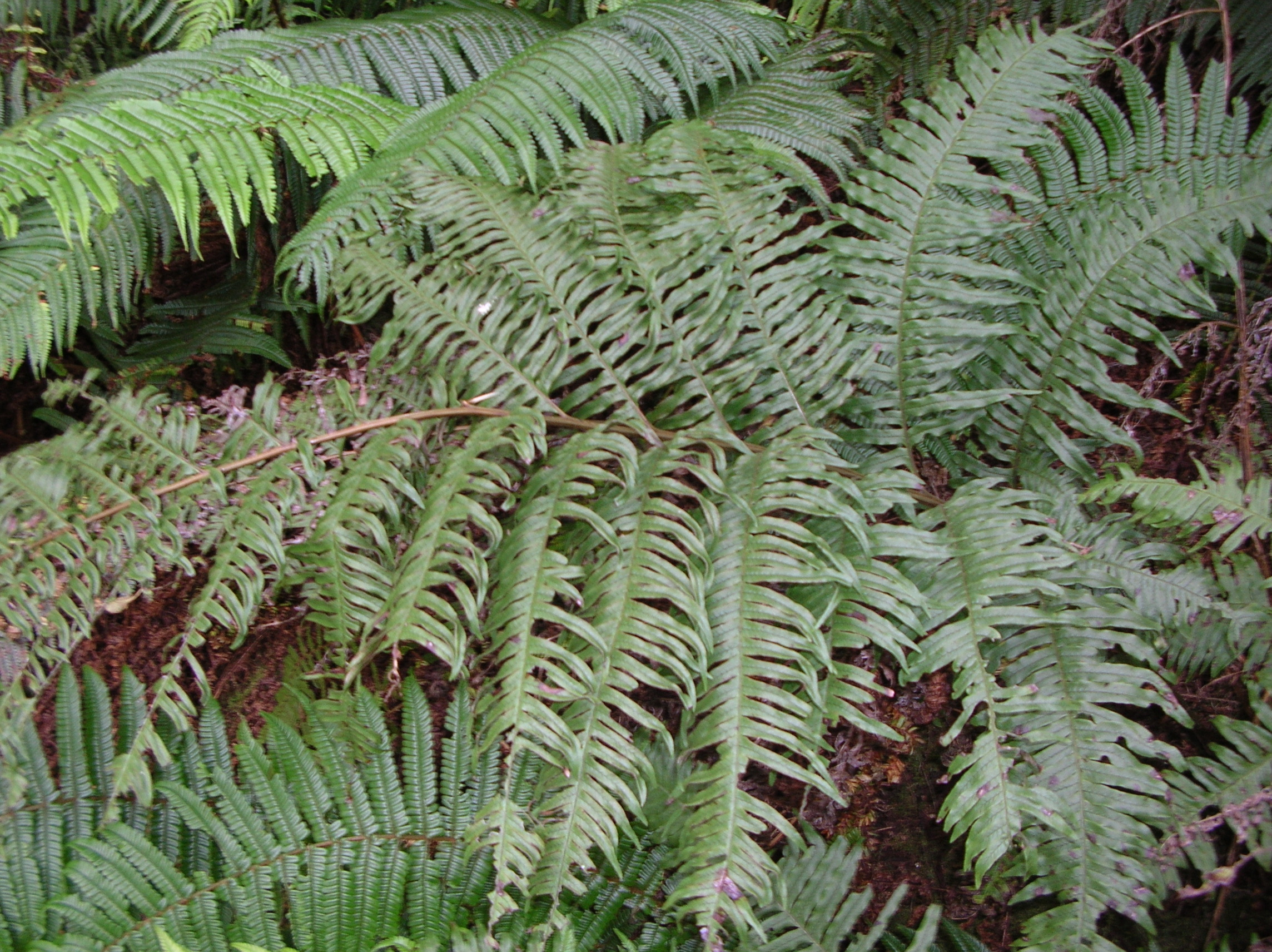
Pteris excelsa

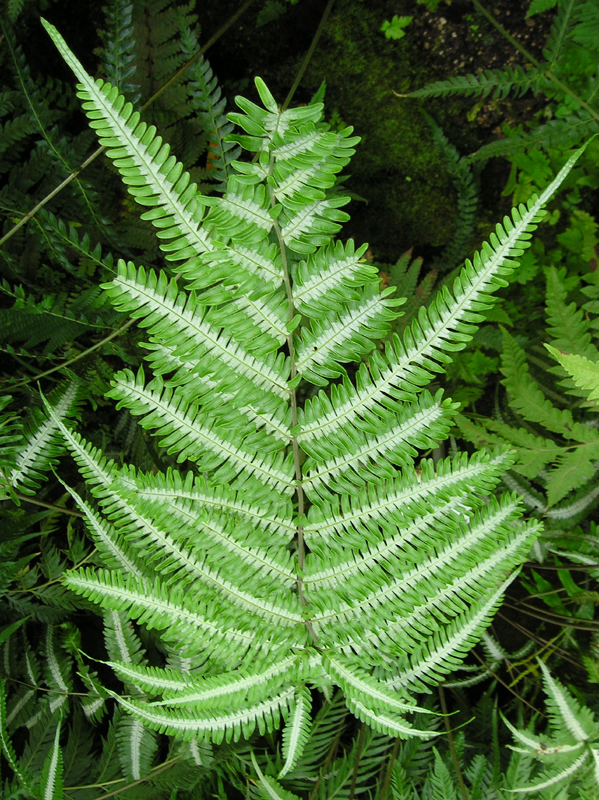
Pteris argyrea

Orliczka (Pteris) – rodzaj paproci należący do rodziny orliczkowatych. Należy do niego ponad 320 gatunków szeroko rozprzestrzenionych na obszarach klimatu umiarkowanego i subtropikalnego na całej kuli ziemskiej. Wiele gatunków orliczek jest uprawianych ze względu na walory ozdobne liści i niewielkie wymagania. Do najpopularniejszych w uprawie należą: orliczka kreteńska P. cretica, orliczka wrażliwa P. tremula i orliczka mieczowata P. ensiformis.
Nazwa orliczka pochodzi od tego, że liście niektórych gatunków są podobne do skrzydeł ptaka (w języku greckim pteron = skrzydło).

## Systematyka
Homonimy

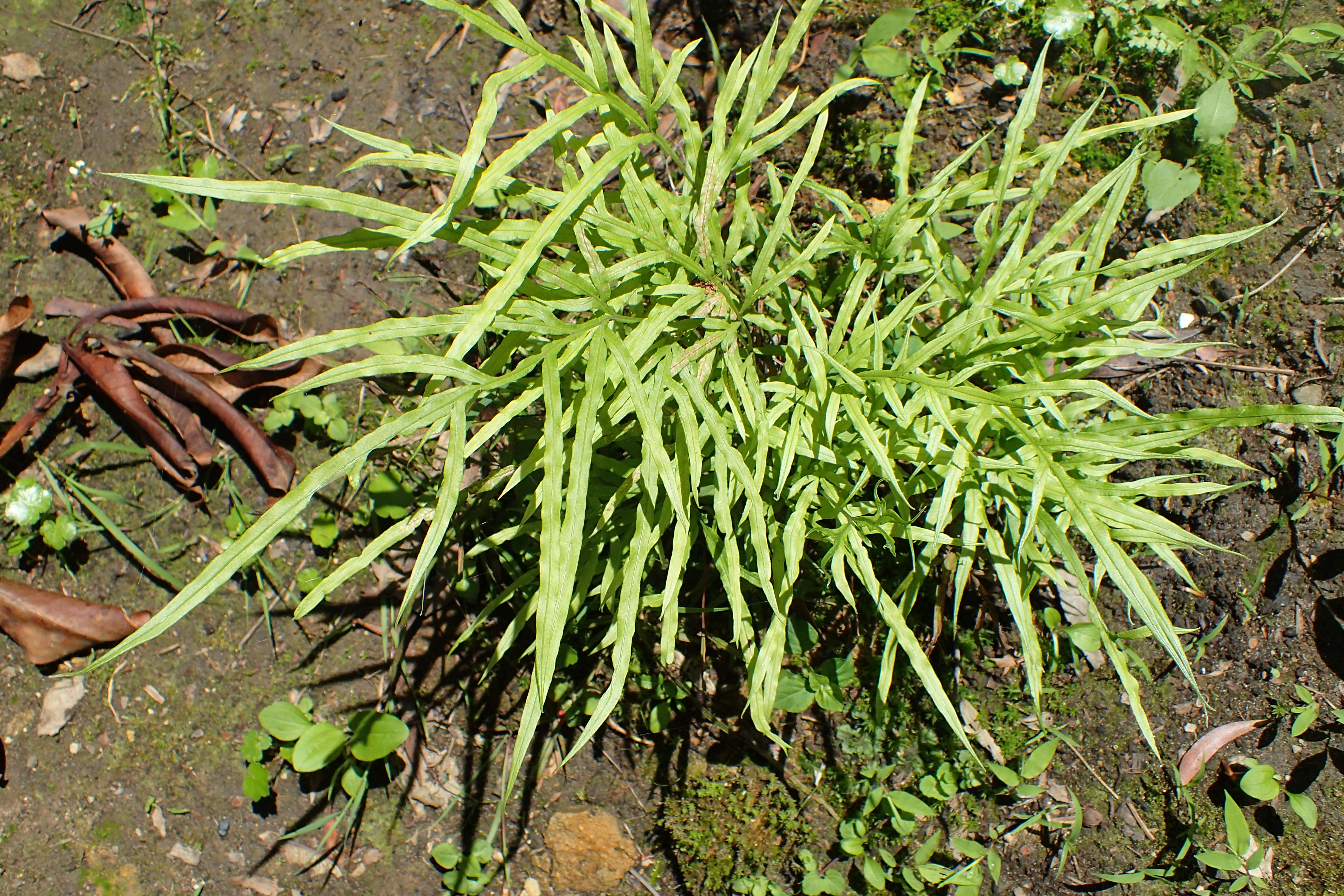
Pteris multifida

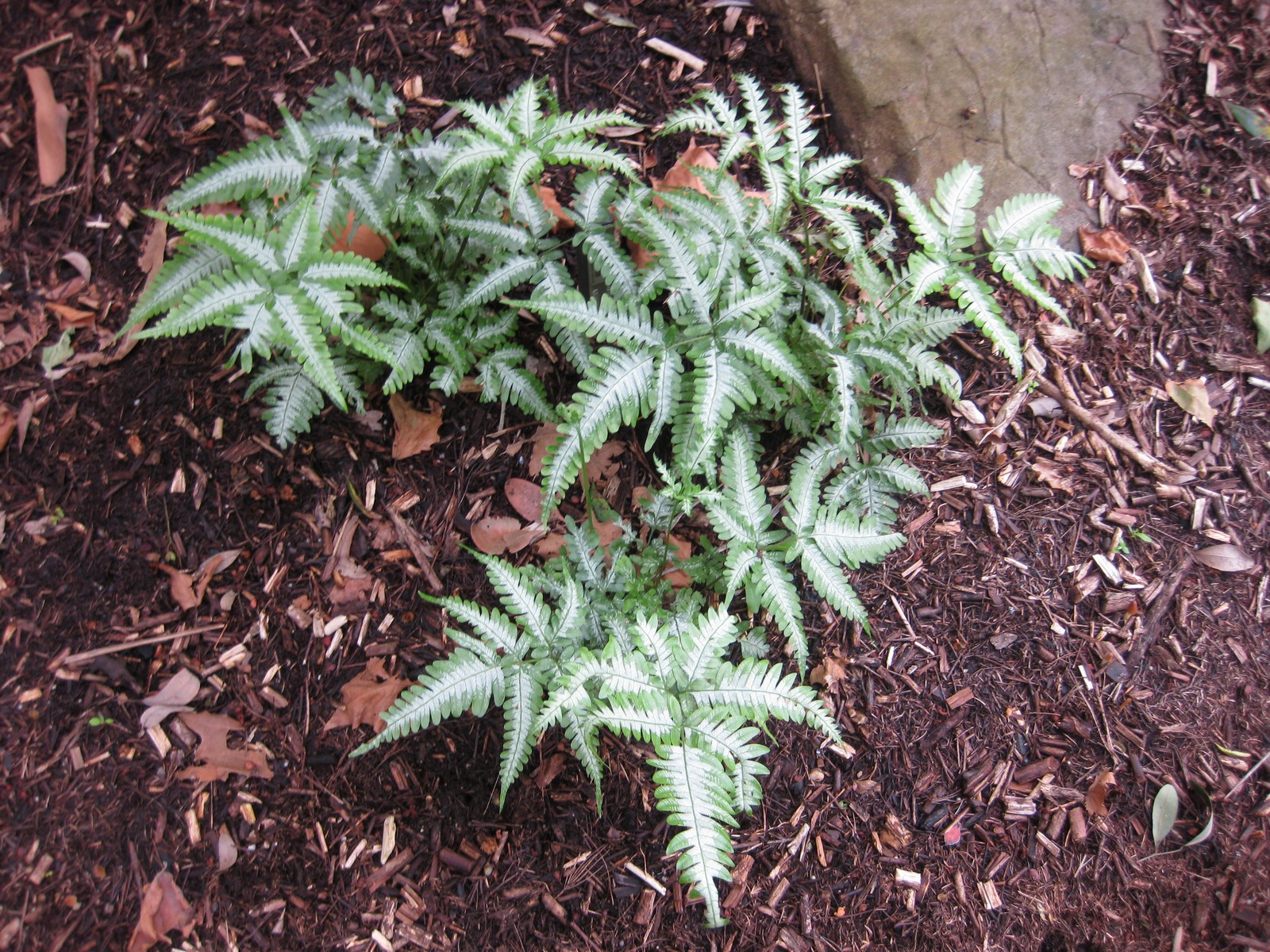
Pteris quadriradiata

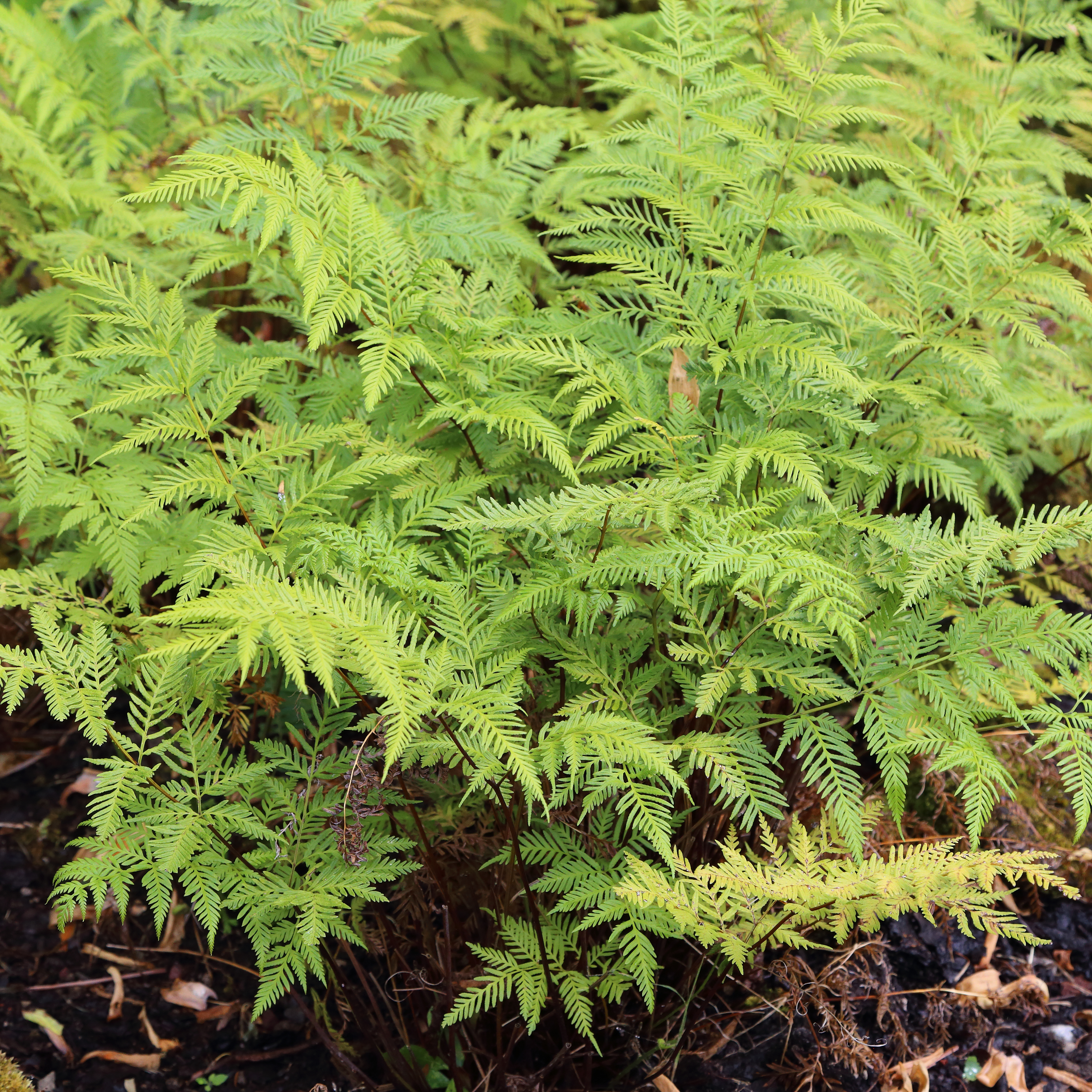
Pteris tremula

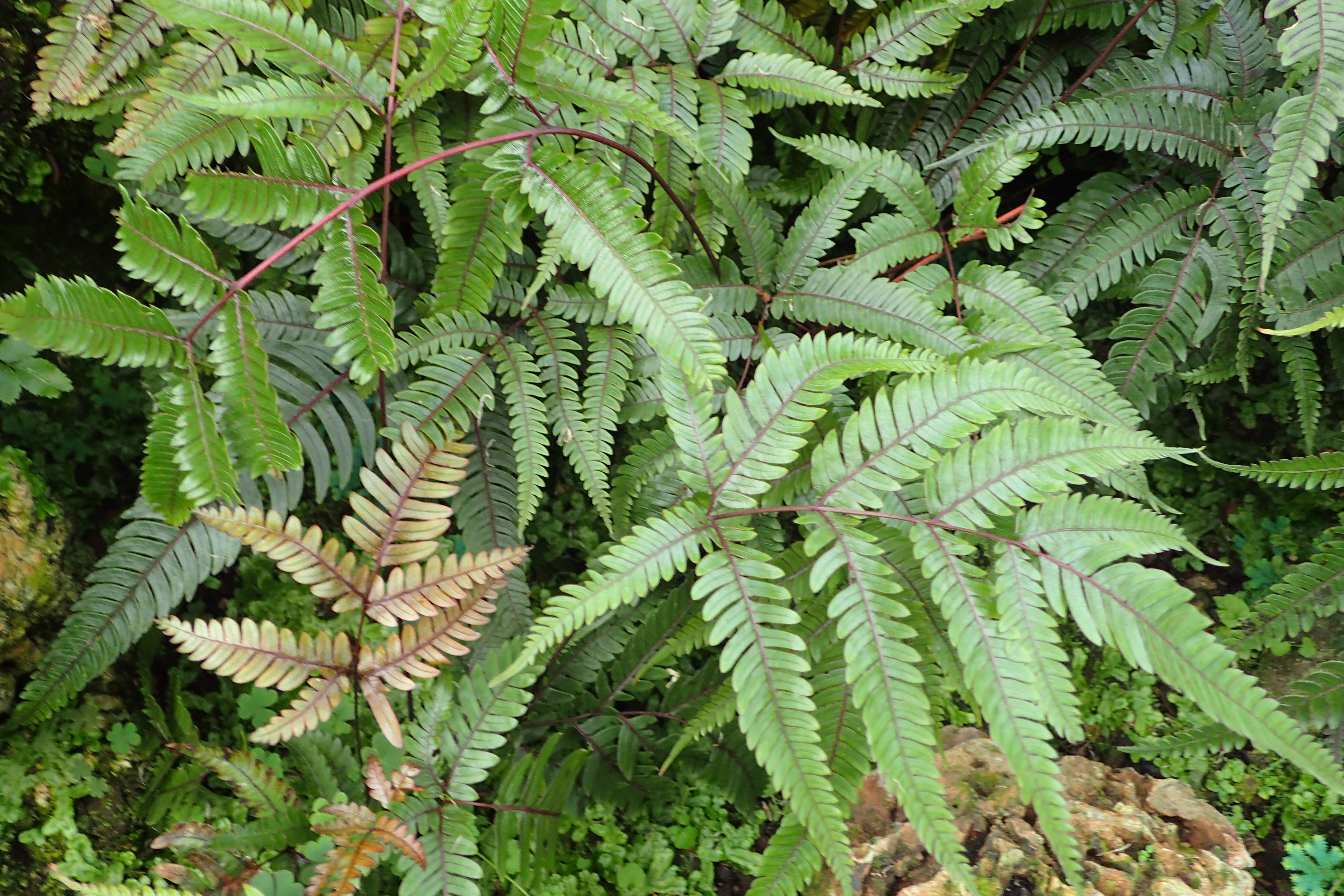
Pteris tricolor

Pteris Gleditsch ex Scopoli = Dryopteris Adanson
Pozycja systematyczna
Jeden z rodzajów z podrodziny Pteridoideae z rodziny orliczkowatych Pteridaceae.
Wykaz gatunków
- Pteris actiniopteroides Christ
- Pteris albersii Hieron.
- Pteris albertiae Arbeláez
- Pteris altissima Poir.
- Pteris amoena Blume
- Pteris andamanica Fraser-Jenk.
- Pteris angustata (Fée) C.V.Morton
- Pteris angustipinna Tagawa
- Pteris angustipinnula Ching & S.H.Wu
- Pteris anopteris Christenh.
- Pteris appendiculifera Alderw.
- Pteris arbelaeziana A.Rojas
- Pteris arborea L.
- Pteris argyraea T.Moore – orliczka srebrzysta
- Pteris arisanensis Tagawa
- Pteris aspericaulis Wall. ex J.Agardh
- Pteris assamica Fraser-Jenk. & T.G.Walker
- Pteris atrovirens Willd.
- Pteris auquieri Pic.Serm.
- Pteris bakeri C.Chr.
- Pteris baksaensis Ching
- Pteris balansae E.Fourn.
- Pteris bambusoides A.Gepp
- Pteris barbigera Ching
- Pteris barklyae (Baker) Mett.
- Pteris barombiensis Hieron.
- Pteris bavazzanoi Pic.Serm.
- Pteris bella Tagawa
- Pteris berteroana J.Agardh
- Pteris biaurita L. – orliczka dwuuszkowata
- Pteris biformis Splitg.
- Pteris blanchetiana C.Presl ex Ettingsh.
- Pteris blumeana J.Agardh
- Pteris boliviensis J.Prado & A.R.Sm.
- Pteris boninensis H.Ohba
- Pteris borneensis Y.S.Chao
- Pteris brasiliensis Raddi
- Pteris brassii C.Chr.
- Pteris brevis Copel.
- Pteris brooksiana Alderw.
- Pteris buchananii Baker ex Sim – orliczka Buchanana
- Pteris buchtienii Rosenst.
- Pteris burtonii Baker
- Pteris cadieri Christ
- Pteris caiyangheensis L.L.Deng
- Pteris calcarea Sa.Kurata
- Pteris calocarpa (Copel.) M.G.Price
- Pteris × caridadiae Testo & J.E.Watkins
- Pteris catoptera Kunze
- Pteris changjiangensis X.L.Zheng & F.W.Xing
- Pteris chiapensis A.R.Sm.
- Pteris chilensis Desv.
- Pteris christensenii Kjellb.
- Pteris ciliaris D.C.Eaton
- Pteris clemensiae Copel.
- Pteris comans G.Forst.
- Pteris commutata Kuhn & Decken
- Pteris concinna Heward
- Pteris congesta J.Prado
- Pteris consanguinea Mett.
- Pteris coriacea Desv.
- Pteris crassiuscula Ching & Chu H.Wang
- Pteris cretica L. – orliczka kreteńska
- Pteris croesus Bory
- Pteris cryptogrammoides Ching
- Pteris dactylina Hook.
- Pteris daguensis (Hieron.) Lellinger
- Pteris dalhousieae Hook.
- Pteris dataensis Copel.
- Pteris dayakorum Bonap.
- Pteris decrescens Christ
- Pteris decurrens C.Presl
- Pteris deflexa Link
- Pteris × delchampsii W.H.Wagner & Nauman
- Pteris deltea J.Agardh
- Pteris deltodon Baker
- Pteris deltoidea Copel.
- Pteris dentata Forssk. – orliczka ząbkowana
- Pteris denticulata Sw.
- Pteris dispar Kunze
- Pteris dissitifolia Baker
- Pteris distans J.Sm.
- Pteris dixitii Fraser-Jenk. & Pariyar
- Pteris droogmantiana L.Linden
- Pteris edanyoi Copel.
- Pteris ekmanii C.Chr.
- Pteris elmeri Christ ex Copel.
- Pteris elongatiloba Bonap.
- Pteris endoneura M.G.Price
- Pteris ensiformis Burm. – orliczka mieczowata
- Pteris erosa Mickel & Beitel
- Pteris esquirolii Christ
- Pteris exigua O.G.Martínez & J.Prado
- Pteris famatinensis de la Sota
- Pteris finotii Christ
- Pteris formosana Baker
- Pteris fraseri Kuhn
- Pteris friesii Hieron.
- Pteris gallinopes Ching
- Pteris geminata Wall. ex J.Agardh
- Pteris giasii Fraser-Jenk. & Pasha
- Pteris gigantea Willd.
- Pteris glaucovirens Goldm.
- Pteris gongalensis T.G.Walker
- Pteris grandifolia L.
- Pteris grevilleana Wall. ex J.Agardh
- Pteris griffithii Hook.
- Pteris griseoviridis C.Chr.
- Pteris guangdongensis Ching
- Pteris haenkeana C.Presl
- Pteris hainanensis Ching
- Pteris hamulosa Christ
- Pteris hartiana Jenman
- Pteris henryi Christ
- Pteris herrerae A.Rojas & M.Palacios
- Pteris heteroclita Desv.
- Pteris heteromorpha Fée
- Pteris heterophlebia Kunze
- Pteris hexagona (L.) Proctor
- Pteris hillebrandii Copel.
- Pteris hirsutissima Ching
- Pteris hirtula (C.Chr.) C.V.Morton
- Pteris hivaoaensis Lorence & K.R.Wood
- Pteris holttumii C.Chr.
- Pteris hookeriana J.Agardh
- Pteris hostmanniana Ettingsh.
- Pteris hui Ching
- Pteris humbertii C.Chr.
- Pteris incompleta Cav.
- Pteris incurvata Y.S.Chao, H.Y.Liu & W.L.Chiou
- Pteris inermis (Rosenst.) de la Sota
- Pteris intricata C.H.Wright
- Pteris irregularis Kaulf.
- Pteris janssenii Rakotondr.
- Pteris junghuhnii (Reinw.) Baker
- Pteris kathmanduensis Fraser-Jenk. & T.G.Walker
- Pteris kawabatae Sa.Kurata
- Pteris keysseri Rosenst.
- Pteris khasiana (C.B.Clarke) Hieron.
- Pteris kidoi Sa.Kurata
- Pteris kingiana Endl.
- Pteris kiuschiuensis Hieron.
- Pteris krameri J.Prado & A.R.Sm.
- Pteris laevis Mett.
- Pteris langsonensis Li Bing Zhang, Liang Zhang & N.T.Lu
- Pteris lastii C.Chr.
- Pteris latipinna Y.S.Chao & W.L.Chiou
- Pteris laurea Desv.
- Pteris laurisilvicola Sa.Kurata
- Pteris lechleri Mett.
- Pteris lellingeri A.R.Sm. & J.Prado
- Pteris lepidopoda M.Kato & K.U.Kramer
- Pteris leptophylla Sw.
- Pteris liboensis P.S.Wang
- Pteris ligulata Gaudich.
- Pteris limae Brade
- Pteris linearis Poir.
- Pteris litoralis Rech.
- Pteris livida Mett.
- Pteris loheri Copel.
- Pteris longifolia L. – orliczka długolistna
- Pteris longipetiolulata Lellinger
- Pteris longipinna Hayata
- Pteris longipinnula Wall. ex J.Agardh
- Pteris luzonensis Hieron.
- Pteris lydgatei (Hill.) Christ
- Pteris macgregorii Copel.
- Pteris macilenta A.Rich.
- Pteris maclurioides Ching
- Pteris macracantha Copel.
- Pteris macrodon Baker
- Pteris macrophylla Copel.
- Pteris madagascarica J.Agardh
- Pteris majestica Ching
- Pteris malipoensis Ching
- Pteris manniana Mett.
- Pteris marquesensis Lorence & K.R.Wood
- Pteris medogensis Ching & S.K.Wu
- Pteris melanocaulon Fée
- Pteris melanorhachis Copel.
- Pteris menglaensis Ching
- Pteris mertensioides Willd.
- Pteris mettenii Kuhn
- Pteris micracantha Copel.
- Pteris microlepis Pic.Serm.
- Pteris microptera Mett.
- Pteris mildbraedii Hieron.
- Pteris mkomaziensis Verdc.
- Pteris moluccana Blume
- Pteris montis-wilhelminae Alston
- Pteris morii Masam.
- Pteris mucronulata Copel.
- Pteris multiaurita J.Agardh
- Pteris multifida Poir. – orliczka wielosieczna
- Pteris muricata Hook.
- Pteris muricatopedata Arbeláez
- Pteris muricella Fée
- Pteris mutilata L.
- Pteris × namegatae Sa.Kurata
- Pteris nanlingensis R.H.Miao
- Pteris natiensis Tagawa
- Pteris navarrensis Christ
- Pteris nevillei Baker
- Pteris normalis D.Don
- Pteris novae-caledoniae Hook.
- Pteris obtusiloba Ching & S.H.Wu
- Pteris olivacea Ching
- Pteris opaca J.Sm.
- Pteris oppositipinnata Fée
- Pteris orientalis Alderw. – orliczka wschodnia
- Pteris orizabae M.Martens & Galeotti
- Pteris oshimensis Hieron.
- Pteris otaria Bedd.
- Pteris × otomasui Sa.Kurata
- Pteris pachysora (Copel.) M.G.Price
- Pteris paleacea Roxb.
- Pteris pallens Mett.
- Pteris papuana Ces.
- Pteris parkeri J.J.Parker
- Pteris paucinervata Fée
- Pteris paucipinnata Alston
- Pteris paucipinnula X.Y.Wang & P.S.Wang
- Pteris pearcei Baker
- Pteris pedicellata Copel.
- Pteris pediformis M.Kato & K.U.Kramer
- Pteris pellucens J.Agardh
- Pteris pellucida C.Presl
- Pteris perrieriana C.Chr.
- Pteris perrottetii Hieron.
- Pteris phuluangensis Tagawa & K.Iwats.
- Pteris pilosiuscula Desv.
- Pteris platysora Baker
- Pteris platyzomopsis Christenh. & H.Schneid.
- Pteris plumieri Link
- Pteris pluricaudata Copel.
- Pteris podophylla Sw.
- Pteris praestantissima (Fée) Christenh.
- Pteris praetermissa T.G.Walker
- Pteris preussii Hieron.
- Pteris prolifera Hieron.
- Pteris propinqua J.Agardh
- Pteris pseudolonchitis Bory ex Willd.
- Pteris pseudopellucida Ching
- Pteris × pseudosefuricola Ebihara, Nakato & S.Matsumoto
- Pteris pseudowoodwardioide s Rakotondr.
- Pteris pteridioides (Hook.) F.Ballard
- Pteris puberula Ching
- Pteris pulchra Schltdl. & Cham.
- Pteris pungens Willd.
- Pteris purdoniana Maxon
- Pteris quadriaurita Retz. – orliczka czterouszkowa
- Pteris quadristipitis X.Y.Wang & P.S.Wang
- Pteris quinquefoliata (Copel.) Ching
- Pteris ramosii Copel.
- Pteris rangiferina C.Presl
- Pteris rasoloheryana Rakotondr.
- Pteris reducta Baker
- Pteris remotifolia Baker
- Pteris repens C.Chr.
- Pteris reptans T.G.Walker
- Pteris roseolilacina Hieron.
- Pteris rugosa Rakotondr.
- Pteris rugosifolia Y.S.Chao
- Pteris ryukyuensis Tagawa – orliczka riukiuska
- Pteris satsumana Sa.Kurata
- Pteris saxatilis Carse
- Pteris scabra Bory ex Willd.
- Pteris scabripes Wall.
- Pteris scabririgens Fraser-Jenk., S.C.Verma & T.G.Walker
- Pteris schlechteri Brause
- Pteris schwackeana Christ
- Pteris semiadnata Phil.
- Pteris semipinnata L. – orliczka półpierzasta
- Pteris silvatica Alderw.
- Pteris similis Kuhn & Decken
- Pteris simplex Holttum
- Pteris sinensis Ching
- Pteris sotae O.G.Martínez
- Pteris speciosa Kuhn
- Pteris spinescens C.Presl
- Pteris splendens Kaulf.
- Pteris splendida Ching
- Pteris squamipes Copel.
- Pteris stenophylla Wall. ex Hook. & Grev.
- Pteris stridens J.Agardh
- Pteris striphnophylla Mickel
- Pteris subesquirolii Y.S.Chao
- Pteris subindivisa C.B.Clarke
- Pteris subiriana P.Das
- Pteris subquinata Wall. ex J.Agardh
- Pteris sumatrana Baker
- Pteris swartziana J.Agardh
- Pteris sylhetensis Fraser-Jenk. & Sushil K.Singh
- Pteris tahuataensis Lorence & K.R.Wood
- Pteris taiwanensis Ching
- Pteris talamauana Alderw.
- Pteris tapeinidiifolia H.Itô
- Pteris tarandus M.Kato & K.U.Kramer
- Pteris tenuissima Ching
- Pteris terminalis Wall. ex J.Agardh
- Pteris tibetica Ching
- Pteris togoensis Hieron.
- Pteris trachyrachis C.Chr.
- Pteris transparens Mett.
- Pteris tremula R.Br. – orliczka wrażliwa
- Pteris treubii Alderw.
- Pteris tricolor Linden – orliczka trójbarwna
- Pteris tripartita Sw. – orliczka trójlistkowa
- Pteris umbrosa R.Br. – orliczka cienista
- Pteris undulatipinna Ching
- Pteris usambarensis Hieron.
- Pteris vaupelii Hieron.
- Pteris venezuelensis A.R.Sm. & J.Prado
- Pteris venulosa Blume
- Pteris venusta Kunze
- Pteris verticillata (L.) Lellinger & Proctor
- Pteris vieillardii Mett.
- Pteris viridissima Ching
- Pteris vitiensis Baker
- Pteris vittata L. – orliczka pasiasta
- Pteris wallichiana C.Agardh – orliczka Wallicha
- Pteris warburgii Christ
- Pteris websteri A.R.Sm. & J.Prado
- Pteris werneri (Rosenst.) Holttum
- Pteris whitfordii Copel.
- Pteris woodwardioides Bory ex Willd.
- Pteris wulaiensis C.M.Kuo
- Pteris xiaoyingiae H.He & Li Bing Zhang
- Pteris yakuinsularis Sa.Kurata
- Pteris yamatensis (Tagawa) Tagawa
- Pteris zahlbruckneriana Endl.
- Pteris zippelii (Miq.) M.Kato & K.U.Kramer

## Zastosowanie
Liczne gatunki są uprawiane jako rośliny ozdobne, w tym także w rozmaitych odmianach. W klimacie umiarkowanym uprawiane są jako rośliny pokojowe – źle znoszą niskie temperatury (poniżej 8 °C). Często uprawiane są także w ogrodach botanicznych, a niektóre odmiany również pod osłonami dla liści wykorzystywanych do wiązanek, wieńców i bukietów. Najczęściej uprawianym gatunkiem jest orliczka kreteńska Pteris cretica, zwłaszcza jej odmiana o dwubarwnych liściach var. albolineata. Orliczki są łatwe w uprawie, pod warunkiem zapewnienia im wystarczającej wilgotności i dobrych warunków świetlnych. Rozmnażają się przez zarodniki powstające w zarodniach na brzegu liści, część gatunków można rozmnażać również przez podział rozrośniętych kęp.